# Barokno kiparstvo
U Baroku se kipovi odlikuju bujnom voluminoznošću tijela i uznemirenim draperijama, pokrenutošću i snagom izraženom u kompoziciji, te dubokom modelacijom zbog čega se pojavljuju snažni kontrasti svjetlosti (na ispupčenim dijelovima) i sjene (u dubokim utorima). Takva kiparska djela kao da bujaju na svim mogućim mjestima – u unutrašnjosti građevina, u crkvama, po stubištima i dvoranama palača i dvoraca, te izvana, izbijajući uz portale, podmećući leđa pod balkone, te vrve po krovovima, izranjaju iz fontana, a posvuda su u perivojima, ili kao brojni javni spomenici na trgovima gradova. Po tematici, kiparstvo najčešće obuhvaća kršćanske teme i likove, potom mitološke likove i grupe, a česte su portretske skulpture i nadgrobne skulpture. 
Glavni predstavnici barokne skulpture su: 
- Italija: Gianlorenzo Bernini, S. Moderno, Francesco Borromini, A. Algardi;
- Francuska: P. Puget, Jean Battiste Pigalle, E. M. Girardon;
- Flandrija i Holandija: H. De Keyser, A. Quellinus;
- Austrija i Njemačka: J. R. Donner, A. Schlüter.

## Talijansko kiparstvo
Svakako najveći kipar baroka je Gianlorenzo Bernini; Njegovi kipovi su najbliži helenističkom majstorstvu antičkih Grka, čak bliži od Michelangelovih skulptura. U usporedbi s Michelangelovim, njegov David je mnogo dinamičniji i praktično nam dočarava prisutnost neprijatelja – Golijata. Ova skulptura je nabijena energijom, dotad neviđenom u kiparstvu i ujedno je prototip barokne skulpture. Bernini je bio upoznat s renesansnim humanizmom i teorijom, pa u njegovim skulpturama veliku važnost ima gesta i ekspresije emocija.
Barokna skulptura je u suodnosu s prostorom oko nje, dinamična i puna energije u kombinaciji sa slikarstvom stvara iluziju kao onu na pozornici. To se možda ponajbolje vidi iz drugog Berninijeva remek-djela – Ekstaza Sv. Tereze u Crkvi Sv. Marije od pobjede u Rimu. Bernini postiže osjećaj vjerskog ushićenja i bola na licu Sv. Tereze i njenom prenaboranom haljinom, uz očitu vezu s božanskim prikazano nježnim anđelom sa strijelom i snopom zlatnih linija koja koje se spuštaju sa svoda. Ovaj teatralni prikaz je pojačan je iluzionističkom freskom koja se miješa s arhitekturom iznad oltara.
U ovim teatralnim djelima, površina zida je tretirana kao jedna ploha na kojoj se freske oslikane jakim kontrastom svjetla i sjene, prosipaju iz okvira arhitekture i spajaju s istinskim trodimenzionalnim skulpturama. Krajnji izraz baroknog iluzionizma postiže se na svodu Prve Isusovačke crkve u Rimu, poznate kao Il Gesu. Zajednička odlika tih skulptura je njihova nadmoć nad arhitekturom koja odlazi potpuno u drugi plan. To je najočitije na prebogatoj fontani Di Trevi u Rimu.

## Europski stil
Bernini portretira francuskog kralja Luja XIV., ali biva odbijen od francuskog dvora, što ipak neće spriječiti njegov golem utjecaj na francusku skulpturu. To je najočitije na brojnim skulpturama Versaillesa i u djelima francuskih kipara Coysevoxa i Pugeta.

Barok je prvi stil koji prelazi Atlantik, te obuhvaća gotovo cijeli globus i pojavljuje se na svim kontinentima. Npr. goleme barokne crkve i samostane, te palače i utvrde u Meksiku ili Brazilu. Pa čak i u državama Europe koje su gajile tradiciju bizantske umjetnosti javljaju se veliki dometi Baroka. Petar Veliki koji je otvorio Rusiju zapadu čak gradi cijeli jedan barokni grad po uzoru na zapadnoeuropske prijestolnice – Petrograd, a carica Katarina II. Velika tamo podiže jedan od najveličanstvenijih konjaničkih spomenika, koji prikazuje upravo Petra Velikog na propetom konju na strmom postolju poput stijene.

## Poveznice
- Manirizam
- Barokno slikarstvo
- Rokoko